# Front Royal
Front Royal är administrativ huvudort i Warren County i Virginia. Vid 2010 års folkräkning hade Front Royal 14 440 invånare. Den nuvarande domstolsbyggnaden i Front Royal byggdes 1935–1936.